# خلافت اموی
خلافت اموی یا خلافت بنی امیه (به عربی: ٱلْخِلَافَة ٱلْأُمَوِیَّة) (۴۱–۱۳۲ ه‍.ق/۶۶۱–۷۵۰ م)، دومین خلافت اصلی از مجموع چهار خلافت بزرگ بنیان نهاده شده بعد از درگذشت محمد بود. خلفای اموی همگی از خاندان بنی امیه (فرزندان امیه) بودند. عثمان بن عفان سومین خلیفه از خلفای راشدین نیز از بنی امیه بود. معاویه بن ابوسفیان (که برای مدتی طولانی در زمان خلفای راشدین فرماندار شام بود) پس از پایان فتنه اول (۶۶۱ میلادی) به‌عنوان بنیانگذار سلسله امویان، برای نخستین بار در تاریخ اسلام، انتخاب خلیفه را موروثی نمود. در تاریخ اسلام بعد از مرگ معاویه، فتنه دوم آغاز شد و به مدت ۱۲ سال بین مسلمانان بر سر تعیین خلیفه نزاع، کشمکش و درگیری بود. مروان اول (مروان بن حکم) از شاخه‌ای دیگر از قبیله بنی امیه، پس از خلافت معاویه دوم، نهایتاً قدرت بنی امیه را تثبیت کرد و عبدالملک مروان (خلیفه بعد از مروان) نیز با کشتن عبدالله بن زبیر (در محاصره مکه در سال ۶۹۲) به فتنه دوم پایان داد. شام پس از فتنه دوم به عنوان پایگاه قدرت امویان تقویت شد و دمشق به عنوان پایتخت امویان باقی ماند.
بنی امیه فتوحات مسلمانان را ادامه دادند و فرارود، سند، مغرب عربی و اندلس (شبه‌جزیره ایبری) را به خلافت مسلمین افزودند. سرزمین شام (سوریه و اردن امروزی) مرکز اصلی خلافت امویان و شهر دمشق پایتخت امویان بود. خلافت بنی امیه ۱۱٫۱۰۰٫۰۰۰ کیلومتر مربع وسعت داشت، این پهنه کشورداری خلافت بنی امیه را در زمره یکی از پهناورترین امپراتوری‌ها قرار داده است. خلافت بنی امیه در سال ۷۵۰ میلادی توسط خلافت عباسی سرنگون گردید. پس از واژگونی خلافت اموی، بازماندگان خلافت اموی در کوردوبا (قرطبه) در آغاز امارت قرطبه و بعدها خلافت قرطبه را بنیان نهادند. در دوره این خلافت (قرطبه)، سرزمین قرطبه به یک مرکز علمی، فلسفی و پزشکی در جهان تبدیل گشت که نهایتاً به دوران طلایی اسلام انجامید. سرزمین‌های تحت حکومت بنی امیه حدود ۶۹ میلیون نفر جمعیت را در خود جای داده بودند که حدود ۳۰ درصد جمعیت جهان در آن دوران محسوب می‌شد.
قلمروی خلافت اموی شامل قومیت‌های گوناگون با فرهنگ‌های گوناگون بود. مسیحیان، که در آن زمان اکثریت جمعیت خلافت را تشکیل می‌دادند، و یهودیان اجازه داشتند دین خود را حفظ کنند، اما باید مالیات جزیه، که مسلمانان از آن معاف بودند، را پرداخت می‌کردند. مسلمانان نیز ملزم به پرداخت مالیات زکات بودند که برای برنامه‌های رفاهی مختلف برای مسلمانان یا نوکیشان مسلمان در نظر گرفته شده بود. در زمان خلفای اولیه اموی، مسیحیان دارای مناصب مهمی در دستگاه اداری بودند و برخی از آنان سابقه خدمت در دستگاه اداری امپراتوری بیزانس را داشتند. به‌کارگیری مسیحیان بخشی از سیاستی بود که به دلیل حضور جمعیت بزرگ مسیحی در استان‌های فتح شده، مانند شام، ضروری بود. این سیاست محبوبیت معاویه را افزایش داد و شام را به عنوان پایگاه قدرت او تثبیت کرد. دوران بنی امیه را اغلب دوره شکل‌گیری هنر اسلامی می‌دانند. دیندارترین خلیفه اموی عمر بن عبدالعزیز بن مروان و واپسین آن‌ها مروان بن محمد بن مروان بود که در جنگ زاب به سال ۱۳۲ هجری (۷۵۰ میلادی) شکست خورد و خلافت مسلمانان از یک تیرهٔ قریش یعنی امویان به دیگر تیرهٔ قریش یعنی بنی عباس منتقل شد.

## تاریخچه حکومت امویان

### زمینه‌های قدرت‌گیری امویان تا تأسیس خلافت به‌دست معاویه

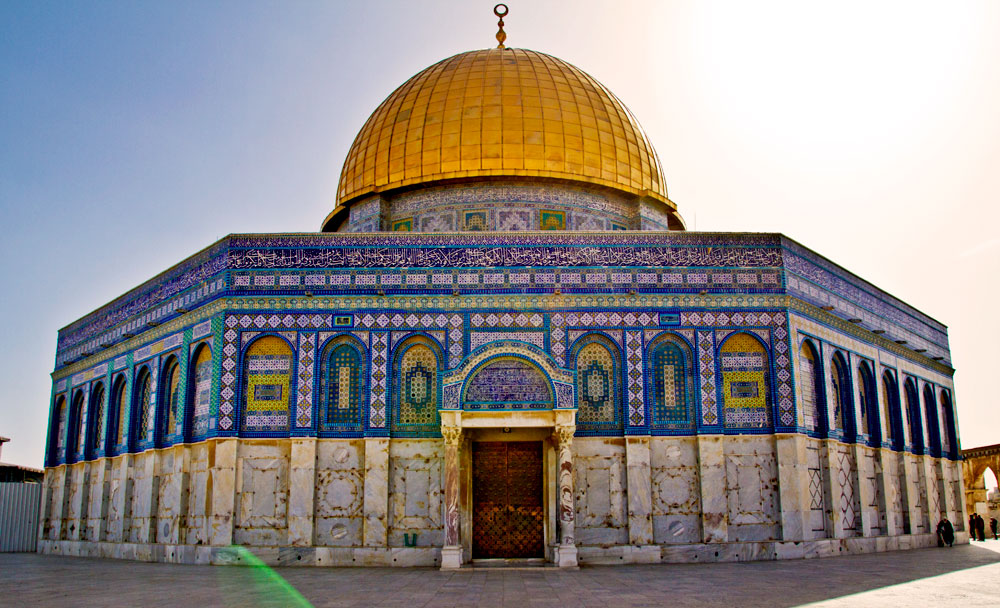
قبةالصخره بناشده در زمان عبدالملک بن مروان.

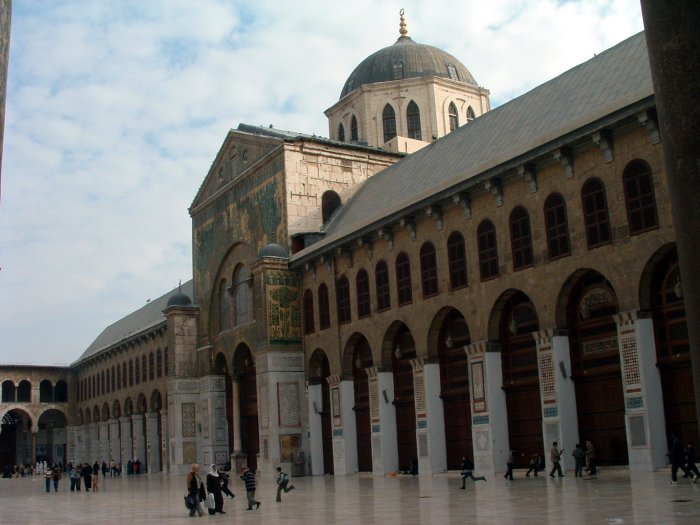
مسجد اموی دمشق، بناشده در زمان ولید بن عبدالملک.

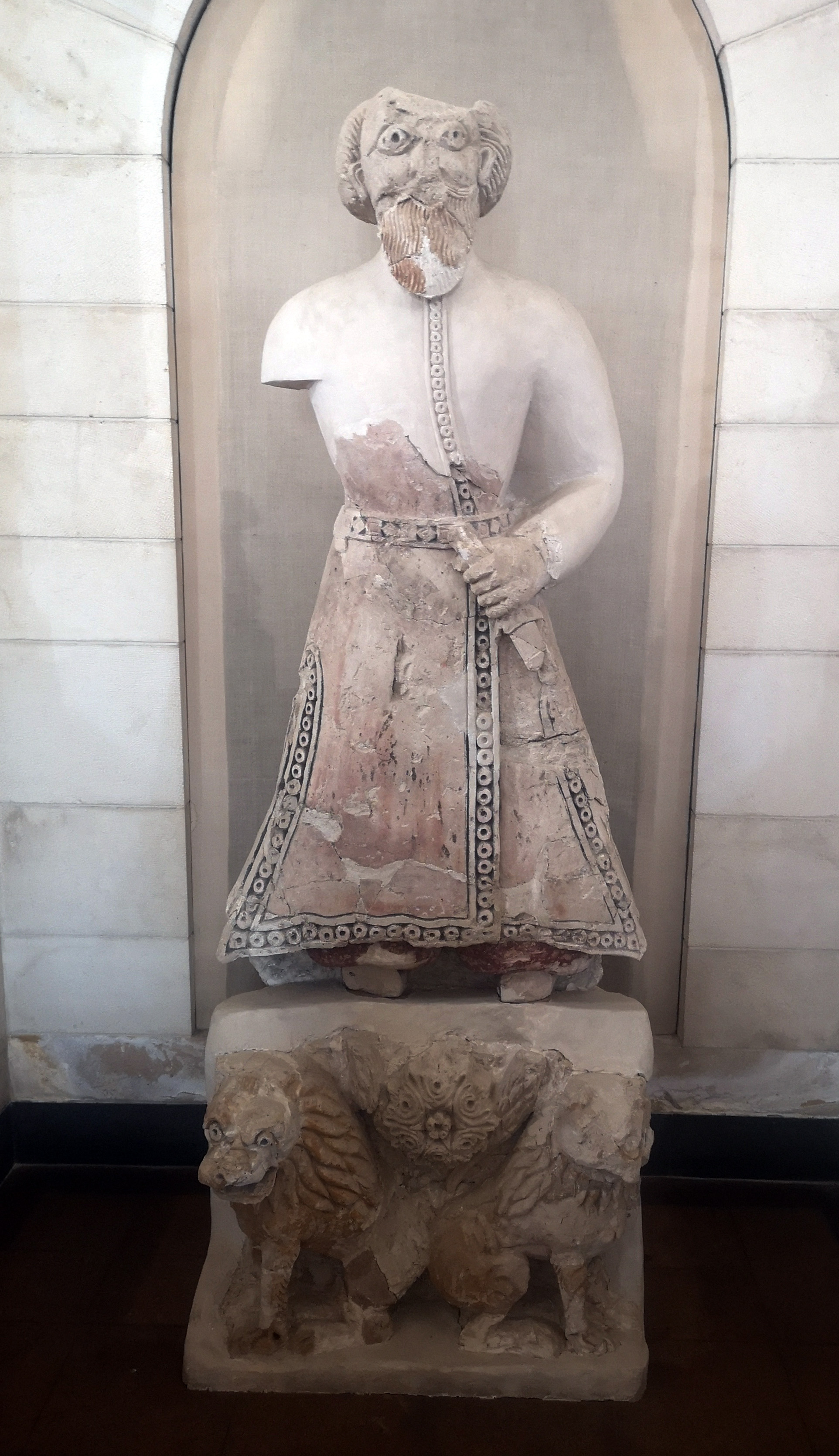
تندیس گچی مکشوفه از کاخ هشام که نماینگر هشام بن عبدالملک یا جانشین او ولید دوم است.

امویان از سال ۶۶۱ تا ۷۵۰ میلادی به عنوان خلفای امپراتوری تازه تأسیس اسلامی در دمشق حکومت کردند و اولین سلسله موروثی را در تاریخ اسلام پدیدآورند. قلمرو تحت حکومت آن‌ها از مشرق تا هند و از مغرب تا شبه جزیره ایبریا گسترده بود. بعد از سقوط حکومت امویان در شرق به وسیله عباسیان آنان در اندلس (اسپانیا) امارت قرطبه (کوردوبا) را بنا نهادند که از سال ۷۵۶ تا ۱۰۳۱ حکومت کرد و این حکومت از سال ۹۲۹ میلادی به نام خلافت بود.
در باب ریشه این قوم باید گفت که آن‌ها همچون پیامبر اسلام از مردی به نام عبدمناف بن قصی از طایفه قریش نشأت می‌گیرند. از دو پسر این شخص یکی به نام هاشم جد خاندان هاشمی و محمد بود و دیگر عبدشمس، پدر امیه، که جد خاندان بنی امیه بود.
در ابتدای قرن هفتم میلادی اعقاب امیه یکی از خانواده‌های پرنفوذ اعراب مکه بودند. در این زمان بود که محمد بن عبدالله از خاندان هاشم اعلام پیامبری کرد. هنگامی که محمد در سال۶۲۲ میلادی به مدینه مهاجرت کرد و در پی آن نبردهایی با مکیان داشت با اعضای خانواده امویان که در سمت سپاه مکه بودند، جنگید. از این میان ابوسفیان بن حرب پدر معاویه اولین حاکم امویان رهبری سپاه مکه را بر عهده داشت. مدینه بر سر راه شام قرار داشت و تجارت با شام مهم‌ترین منبع درآمد خانواده بنی امیه بود. محمد با بستن این مسیر توانست سرانجام ابوسفیان را ناتوان کرده و منجر به سقوط مکه شود. ابوسفیان کمی قبل از فتح مکه توسط مسلمانان ناگزیر به دین اسلام درآمد. در نهایت با این تغییر جهت، ضمن بازگشت صلح به دو خانواده رقیب اموی و هاشمی در قریش، باعث شد که امویان بتوانند در سیاست آینده حکومت اسلامی- عربی نوپا نقش مهمی بازی کنند. معاویه پسر ابوسفیان کمی بعد به عنوان کاتب وحی درآمد. بعد از مرگ محمد، معاویه در نبردهای سپاه اسلام علیه امپراتوری روم شرقی در آسیای صغیر (سوریه یا شام) شرکت کرد و موفق به فتح دمشق شد.
در سال ۲۳ هجری (۶۴۴ میلادی) عثمان بن عفان که از خانواده امویان بود به عنوان خلیفه انتخاب شد. عثمان بر خلاف سایر افراد قبیله خود از صحابیون اولیه محمد بود و در هجرت او از مکه به مدینه حضور داشت. هنگامی که او مناصب حکومت را تقسیم می‌کرد، معاویه بن ابی‌سفیان را که در زمان خلیفه پیشین عمر بن خطاب به عنوان حاکم شام منصوب شده‌بود در این سمت ابقا کرد. عثمان در برابر اعتراضاتی که مردم به معاویه می‌کردند می‌گفت چگونه او را عزل کنم در حالیکه عمر او را نصب کرده است. اساساً مردم شام تربیت شدهٔ معاویه بودند، امری که نتیجه آن طی حکومت بنی‌امیه در اطاعت و وفاداری کامل مردم شام نسبت‌به امویان آشکار شد. با قتل عثمان در سال ۳۵ هجری (۶۵۶ میلادی) در مدینه و آغاز فتنه اول، علی ابن ابیطالب به خلافت برگزیده شد. درحالی که معاویه قصد داشت با بیعت با علی به عنوان خلیفه مسلمانان ولایت خود بر شام را تحکیم کند، علی ابن ابیطالب به دلیل فساد در دستگاه حاکمیت معاویه وی را عزل کرد اما معاویه از فرمان خلیفه مسلمانان سر پیچی کرد و به عذر اینکه او خویشاوند و «ولی دم» عثمان است بر علی شورید. او می‌گفت علی عثمان را کشته و او به عنوان ولی دم او باید از کشندگان او قصاص کند و اینگونه ادعای خلافت نمود. به این ترتیب معاویه نه تنها با علی بیعت نکرد بلکه خود مدعی خلافت مسلمانان شد و تا علی زنده بود با او بر سر این عنوان جنگید (نبرد صفین). پس از ترور علی در کوفه به سال ۴۰ قمری، معاویه مهیای نبرد با پسر او حسن بن علی شد. او به‌طور مخفیانه پیکی نزد عبیدالله بن عباس، از فرماندهان سپاه حسن، فرستاد و به دروغ او را گفت که حسن از ما درخواست صلح کرده است، اگر هم‌اکنون به ما ملحق شوی به تو یک میلیون درهم خواهم داد؛ پس عبیدالله شبانه به معاویه پیوست. اشراف عراقی سپاه حسن نیز که وضع را بدین صورت دیده و احتمال پیروزی معاویه را قوی دانستند، مرتب به معاویه ملحق شدند یا پیام بیعت می‌دادند. سرانجام با قبول صلح از سوی حسن، خلافت به معاویه بن‌ابی‌سفیان رسید (۴۱ قمری/۶۶۱ میلادی) و او دمشق را پایتخت خود و خاندان اموی قرار داد.

### از معاویه تا تأسیس شاخه مروانیان (۶۴–۴۱ هجری)
بر خلاف عمر بن خطاب (خلیفه ثانی) که امر انتخاب خلیفه را به شورایی شش نفره سپرده‌بود، معاویه پسر خود یزید بن معاویه را بعنوان جانشینش انتخاب کرد و سیاست جانشینی پسر به جای پدر را برای نخستین بار در خلافت باب کرد و همین مسئله آغاز جنگ داخلی دیگری در قلمرو اسلامی موسوم به فتنه دوم را موجب شد. از کارهای یزید بن معاویه نبرد با حسین بن علی یا رویداد کربلا در سال ۶۱ هجری (۶۸۰ میلادی) و حمله به مدینه در سال ۶۳ هجری (که سپاه شامی او تحت فرماندهی مسلم بن عُقْبه قریب هفتصد تن از بزرگان قریش و مهاجر و انصار و دوازده هزار کس از عامه این شهر را کشت و به همین جهت آن سردار به «مُسرِف» اشتهار یافت) و حصر مکه بود. پس از وی پسرش معاویهٔ دوم سر کار آمد ولی خود را مستحق خلافت ندانسته و پس از چهل روز یا چهار ماه کناره‌گیری کرد و اندکی پس از آن درگذشت. با کناره‌گیری و مرگ وی در میان خاندان اموی درگیری افتاد و شورش‌هایی که به پا شده بودند فراگیرتر شدند؛ عبدالله بن زبیر در مکه و مختار ثقفی در کوفه به‌پا خاستند و حتی در شام نیز گروهی از امویان به طرفداری از عبدالله بن زبیر پرداخته و خواستند تا ریشهٔ امویان را برکنند. شهر حمص (در شام) در دست نعمان بن بشیر انصاری بود که گرایشات زبیری پیدا کرد. ضحاک بن قیس، از متنفذترین فرماندهان بنی‌امیه نیز دمشق را در کنترل خود گرفت، در فلسطین نیز ناتل بن قیس جذامی از یاران ابن زبیر شد، عبدالرحمن بن مجدم فهری نیز در مصر بعنوان عامل ابن زبیر شروع به کار کرد. تنها منطقه‌ای که در اختیار بنی‌امیه ماند اردن بود. امویان طرفدار مروان بن حکم (که پدرش پسرعموی ابوسفیان و خودش پسر عموی عثمان بود) با او به خلافت بیعت کردند و در جنگ سختی که در مرج راهط به سال ۶۴ هجری رخ داد، نیروهای مروان پیروز شده و ضحاک بن قیس کشته شد و بدین ترتیب مروان وارد دمشق شده و بار دیگر حاکمیت بنی‌امیه در شاخهٔ جدید آن که همان مروانیان بودند روی کار آمدند و تا سال ۱۳۲ هجری (۷۵۰ میلادی) که خلافت اموی سقوط کرد، موروثاً بر مسند خلافت بودند. حکومت مروان و نحوهٔ به قدرت رسیدنش تقریباً از جهاتی تازگی داشت، یعنی گرچه معاویه نیز با زور بر سر کار آمده‌بود اما تزویر نیز در موفقیت او بلااثر نبود، اما مروان به‌طور کلی با قدرت شمشیر بر مسند خلافت تکیه زد. به نوشتهٔ مسعودی در مروج الذهب، او اولین کسی است که حکومت را بزور شمشیر گرفت، بدون اینکه رضایت گروهی را جلب کند. او پس از آنکه خلیفه شد یکی از مشکلاتش خالد فرزند یزید بود که گروهی از مردم اردن با او بیعت کرده‌بودند. پس او با أم هاشم (یا أم خالد) فاخته که بیوهٔ یزید و مادر خالد نامبرده بود ازدواج کرد، ولهاوزن این ازدواج را تلاشی از سوی مروان می‌داند تا مبدل به پدرخواندهٔ فرزندان یزید (خاصه خالد) شده و جانشینی یزید را برای خود تثبیت کرده و مروانیان را به سفیانیان پیوند بزند. مروان بن حکم از ۶۴ تا ۶۵ هجری (۶۸۴ تا ۶۸۵ میلادی) خلافت کرد. در منابع اسلامی نقل است که او در این سال به‌توطئهٔ همین همسر جدیدش در حین خواب کشته شد اما منابع غربی آن را قبول ندارند.

### خواباندن فتنه دوم در زمان عبدالملک و تثبیت خلافت آل مروان
چنان‌که رفت، پس از کناره‌گیری معاویه دوم، خلافت اموی چندپاره شد، بدین‌ترتیب که عراق تا سال ۶۷ هجری در دست مختار ثقفی و از آن سال تا ۷۲ هجری در دست مصعب بن زبیر بود و در این مدت تنها شام و مصر برای امویان ماند. با روی کار آمدن عبدالملک بن مروان در سال ۶۵ هجری (۶۸۵ میلادی) پروژه یکپارچه کردن مجدد قلمرو خلافت کلید خورد: عبدالملک برای تقویت نیروهایش با رومیان بیزانسی مصالحه کرد (کاری که معاویه نیز در زمان جنگ‌های خود با علی بن ابی‌طالب انجام داده‌بود) و پس از آن مناطق شورشی شامات همچون فلسطین را که در دست ناتل بن قیس جذامی بود آرام نمود، آنگاه پس از چند سال یعنی سال ۷۲ هجری به فکر بازپس‌گیری عراق از دست زبیریان افتاد. در حالیکه خوارج در اواخر دهه شصت و اوایل دهه هفتاد هجری مشکلات سختی را در عراق برای زبیری‌ها ایجاد کرده‌بودند، عبدالملک در اندیشهٔ بازپس‌گیری عراق بوده و به بسیج و تجهیز نیرو می‌پرداخت. پس سپاهی را به عراق فرستاد، آنجا مصعب بن زبیر تا آخرین رمق مقاومت کرد تا سرانجام کشته شد و خلافت آل مروان به این ناحیه که از مرگ یزید بن معاویه به بعد از اطاعت امویان خارج شده‌بود بسط یافت. با بازپس‌گیری عراق، مردم آنجا با عبدالملک بیعت کردند و شرق اسلامی به‌طور کلی زیر سلطهٔ مروانیان رفت. اکنون تنها محلی که باقی‌مانده‌بود حجاز (مشتمل‌بر مکه و مدینه) بود که عبدالله بن زبیر در آنجا سال‌ها بود که قدرتی به‌هم زده و خلافت امویان را به چالش می‌کشاند. عبدالملک که حساسیت حجاز را به‌خاطر مراسم حج درک می‌کرد و حتی از رفتن اتباعش به حج ممانعت به عمل می‌آورد در اندیشهٔ گشودن آن دیار افتاد، به‌ویژه که با حضور ابن زبیر در صحنهٔ سیاست کسانی یافت می‌شدند که هنوز خلافت عبدالملک را برسمیت نمی‌شناختند. پس عبدالملک یکی از سرداران خود به نام حجاج بن یوسف را در رأس سپاهی به حجاز گسیل داشت. این دومین مرتبه بود که امویان برای از بین بردن ابن زبیر به مکه لشکرکشی می‌کردند: بار نخست در زمان یزید بن معاویه در سال ۶۴ هجری (۶۸۳ میلادی) بود که به دلیل رسیدن خبر مرگ یزید، حصین بن نمیر، فرمانده محاصره‌کنندگان شامی، از آنجا بازگشت؛ اکنون برای دومین مرتبه و این بار به سرداری حجاج، با یک لشکر دوازده هزار نفری مدت هشت ماه به محاصرهٔ مکه پرداختند، در این مدت منجنیق در اطراف شهر و بر روی ارتفاعات نصب شده و آتش و سنگ بر سر ابن زبیر و مسجدالحرام فرومی‌ریخت بطوری که کعبه آتش گرفت و حجاج از ریختن کثافات بر روی مسجدالحرام نیز خودداری نکرد. بالاخره در سال ۷۳ هجری مکه سقوط کرده و عبدالله بن زبیر به قتل آمد تا حجاز نیز به قلمرو امویان بازگردد و خلیفه عبدالملک بدین ترتیب از شر مدعیان بزرگی نجات یافت و خلافت او را مصفی شد.

## فتوحات امویان

### فتوحات در عهد معاویه
با جنگ‌های داخلی پنج ساله نخست (فتنه اول) در دورهٔ خلافت علی، فتوحات در شرق و غرب قلمرو اسلامی متوقف شد. چون سیاست علی اصلاح وضع داخلی و براندازی عناصرِ ـ بگفتهٔ خودش ـ «مفسد» بود، فتوحات را متوقف ساخت. معاویه نیز که برای جنگ با علی نیاز به نیروی زیادی داشت، صلح با رومیان بیزانس را پذیرفت؛ لذا فتوحات در آنسو نیز متوقف شد. پس از پیروزی امویان در فتنهٔ اول و تأسیس خلافتشان در ۶۶۱ میلادی (۴۱ هجری)، فتوحات که ثمرات اقتصادی آن برای حکومت بیش از هر چیز دیگر بود، از نو آغاز شد.
در سال ۴۹ یا ۵۰ هجری معاویه سپاهی عظیم بسوی روم شرقی گسیل داشت که تا پشت دیوارهای قسطنطنیه پیشروی کردند اما موفق به تسخیر آن نشدند. یکی دیگر از مناطق جنگی افریقیه بود که در ادامهٔ فتح مصر در سال‌های ۶۴۱ تا ۶۴۲ میلادی (۲۰ تا ۲۱ هجری) در زمان خلافت عمر، مسلمین مکرر در آن پیشروی داشتند. سرزمین سودان در آفریقا در این دوره فتح شد. عقبه بن نافع، فرماندهٔ آن دیار، که ناظر ارتدادهای مکرر اهالی بود، شهری را به نام شهر قیروان در سال ۶۷۰ میلادی (۵۰ هجری) تأسیس کرد تا مسلمین در آن سکونت اختیار کرده و ثبات منطقه را تضمین کنند. همین شهر نقش مهمی را در حفظ فتوحات مسلمین در ناحیه شمال آفریقا برعهده داشت.
در شرق اسلامی هم فتوحات ادامه داشت. سعید فرزند عثمان مدتی در بخارا و حوالی آن به فتوحات مشغول بود. او در سمرقند با سغدیان درگیر شد و پس از مدتی با آنان مصالحه کرد. مناطق هند و سند هم شاهد جنگ‌های متوالی بود. در سال ۴۳ هجری و بعد از آن حملاتی به این مناطق ـ بین کابل و مولتان ـ صورت گرفت که همراه با غنائم بسیار زیادی بود.

### فتوحات در عهد مروانیان

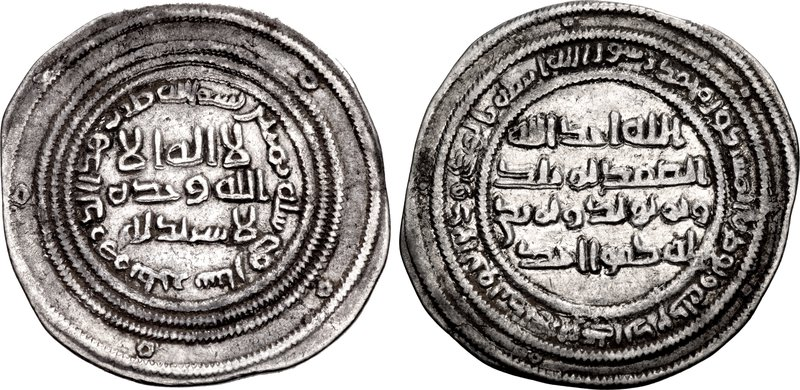
نمونه‌ای از مسکوکات سیمین عبدالملک بن مروان در تخارستان

با اینکه فتوحات در زمان یزید بن معاویه (۶۸۰–۶۸۳ میلادی/۶۰–۶۴ هجری) در برخی از موارد آغاز شد اما می‌توان گفت که در دهه ۶۸۰ میلادی (۶۰ هجری) و حتی تا سال ۶۹۲ میلادی (۷۳ هجری) که قتل عبدالله بن زبیر بوقوع پیوست، فتوحات به دلیل وقوع جنگ داخلی دوم متوقف شده‌بود. با آغاز حکومت یکپارچهٔ عبدالملک پس از محو ابن زبیر، مجدداً فرصت برای از سر گرفتن فتوحات در دو محور شرق و غرب به وجود آمد.

#### فتوحات در شرق
حجاج بن یوسف مهلب بن ابی‌صفره را که سوابق زیادی در جنگ با خوارج داشت در سال ۷۸ هجری به حکومت خراسان منصوب کرد. مدتی نزدیک به ۹ سال آل مهلب (پدر و دو فرزند او یزید و مفضل) بر خراسان حکمروانی کردند تا اینکه حجاج به علت کینه‌ای که نسبت‌به آل مهلب پیدا کرد، آنها را برکنار ساخته، جای آنها را به قتیبه بن مسلم داد. مشارالیه در سال ۸۶ وارد خراسان شد و در همین سال خلیفه عبدالملک بن مروان مُرد و فرزندش ولید جانشین او شد. اغلب فتوحات مهم در دورهٔ ولید صورت گرفت و تقریباً می‌توان دورهٔ او را یادآور دوره‌های فتوحات خلفای راشدین دانست. فتوحات قتیبه در شرق قریب به ده سال به طول انجامید. او در این مدت تلاش‌های زیادی را برای تسخیر و تسلط بر سرزمین‌های ماوراءالنهر انجام داد. فتوحات قتیبه در محور شرق تا نزدیکی چین رسید که مهم‌ترین آنها منطقهٔ شاش و فرغانه بود. زمانی که او خبر مرگ حجاج در سال ۷۱۴ میلادی (۹۵ هجری) را شنید، غمگین شده، کار فتوحات را رها کرد و به مرو بازگشت.

#### فتوحات در غرب
فتح مصر در سال‌های ۶۴۱–۶۴۲ میلادی (۲۰–۲۱ هجری) که البته در زمان دومین خلیفهٔ راشدین انجام گرفته بود، مدخل فتوحات امویان در آفریقا و پس از آن نفوذ به اسپانیا بود. دو سال پس از فتح مصر، طرابلس نیز به دست مسلمانان افتاد، گرچه مسلمانان در آنجا دوام نیاوردند و به برقه بازگشتند. پس از آن برای مدتی، چنان‌که رفت، جنگ‌های داخلیِ ناشی از فتنهٔ اول قدرت فتوحات بیشتر را در آفریقا از آنها گرفت.
با روی کار آمدن معاویه، چنان‌که رفت، عقبه بن نافع فتوحات در این خطه را از سر گرفته و شهر قیروان را تأسیس کرد تا پایگاهی برای فتوحات بیشتر توسط اعراب باشد. وی طی حملات خود تا عمق کشور مغرب حالیه نفوذ کرد و پس از آن در بازگشت طی کمینی در میان بربرها کشته شد. (۶۸۳ میلادی/۶۴ هجری)
بعد در سال ۷۶ هجری، که عبدالملک شورش‌های متعدد را فرونشانده و بر سراسر مناطق اسلامی حکمروایی می‌کرد، بار دیگر فتوحات در آفریقا پس از وقفهٔ طولانی از سرگرفته شد. موسی بن نصیر در سال ۸۶ فتوحات را در منطقه افریقیه آغاز کرد و مغرب حالیه را مجموعاً تحت سلطهٔ خود گرفت. در این زمان بود که بتدریج بربرها به اسلام راه یافته و زمینه برای استقرار واقعی اعراب در سراسر سواحل شمالی آفریقا فراهم گردید. تا این زمان عبدالملک بن مروان خلیفه بود و پس از او فرزندش ولید آمد که تلاش‌های او در فتوحات از اغلب خلفای پیش از او چشمگیرتر بود.

## خلافت بنی‌امیه در ایران

### فتنه دوم

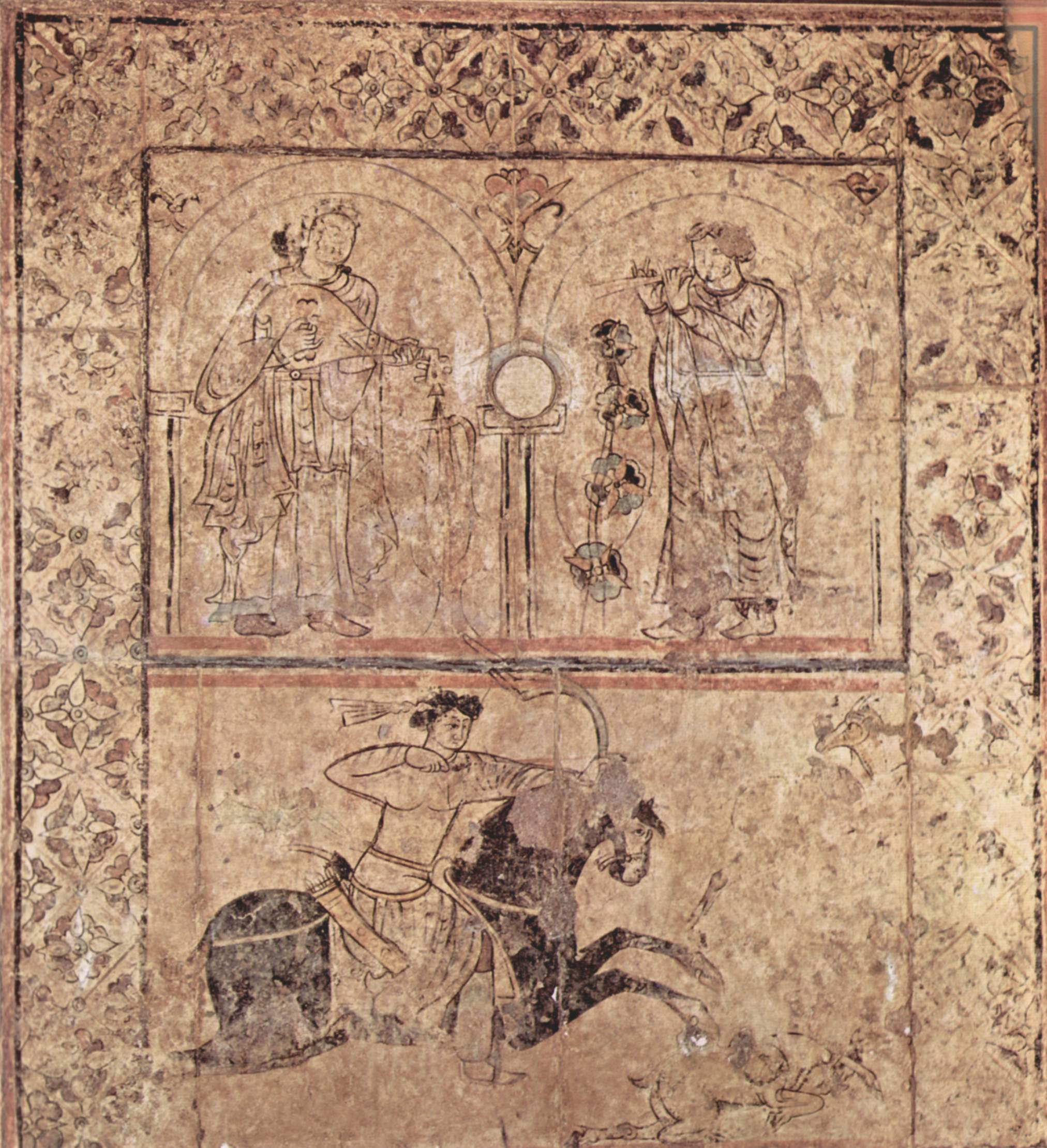
نمونه‌ای از نقاشی‌های کف‌پوش کاخ قصر الحیر غربی با نقوش دو نوازنده و یک سوار کماندار که با الگوبرداری از شیوه‌های ترسیم بزم و شکار در هنر ساسانی کشیده شده است.

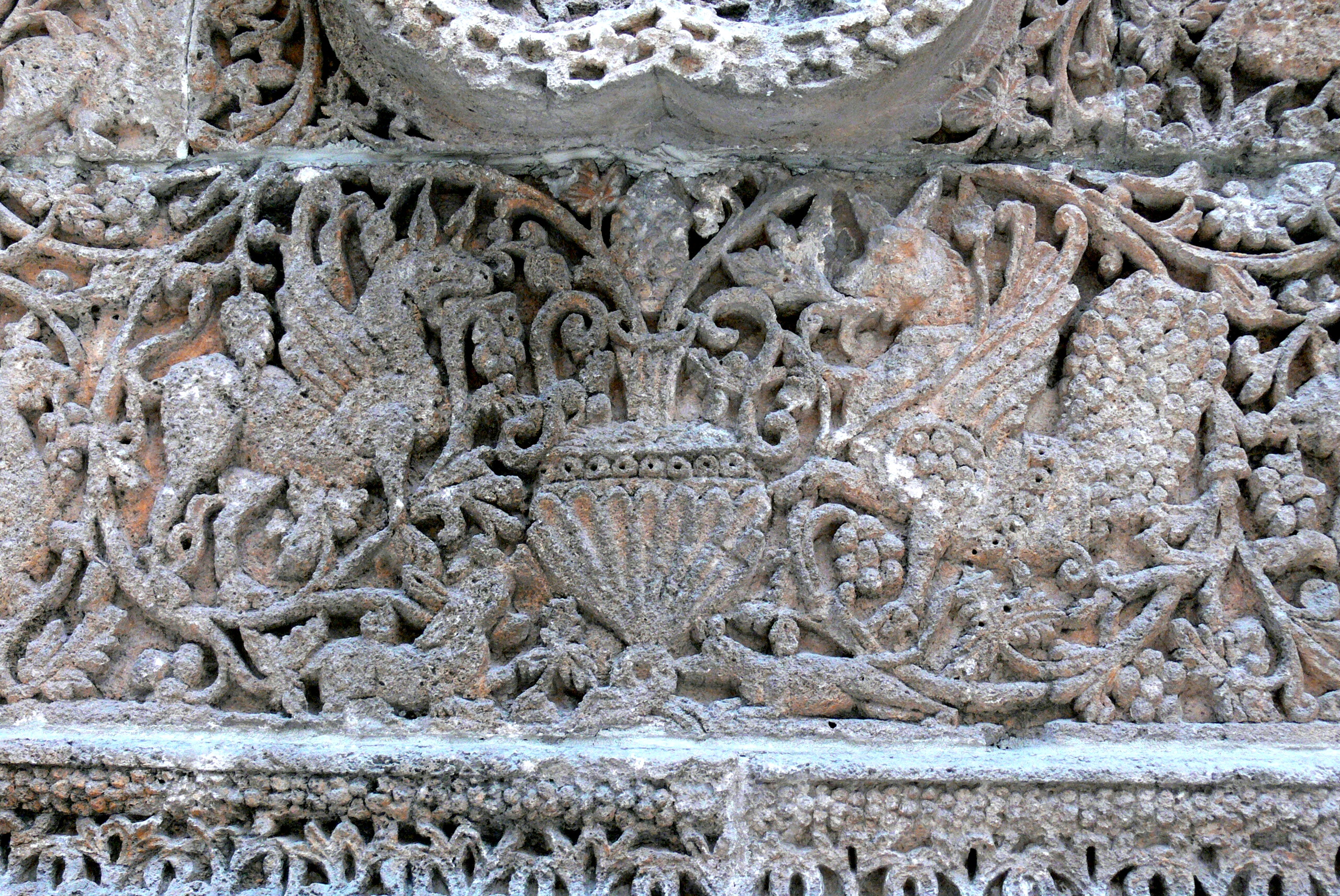
بخشی از نمای بیرونی کاخ قصر المشتی در موزه پرگامون با نقوش سیمرغ و شیردال (برگرفته از اساطیر ایران)

آشوبی که در عراق در اواخر خلافت یزید در نتیجه اختلافات قبایل و بیزاری از خلفای اموی و کشتن حسین بن علی (۶۱ ه‍.ق) و تاراج مدینه (۶۳ ه‍.ق) و سوزاندن کعبه روی داد، پس از مرگ یزید دایره آن وسیع تر شد. ایرانیان که در عراق اکثریت داشتند، البته نمی‌توانستند از عملی که با ایشان می‌شد، خرسند باشند و کسانی که به مخالفت با دولت اموی برمی‌خاستند، از ایشان کمک می‌طلبیدند. بیست هزار سپاهیان مختار بن ابی عبید که در سال ۶۶ لشکر شامی عبدالملک بن مروان را شکست دادند و عراق را به تصرف درآوردند، بیشتر ایرانی بودند. عُمیر، یکی از سرداران عبدالملک که برای گفتگو به لشکر ابراهیم بن الاشتر، سردار مختار آمده بود، به او گفت: «از هنگامی که داخل لشکر تو شدم غم من فزونی یافت، چون کلمه‌ای عربی تا پیش تو رسیدم نشنیدم، چهل هزار تن از بزرگان اهل شام و پهلوانان ایشان به جنگ تو آمده‌اند، با این ایرانیان که با تو هستند، چگونه می‌خواهی با ایشان نبرد کنی.» ابراهیم گفت: «به‌خدا اگر جز مور نمی‌یافتم، با ایشان می‌جنگیدم، پس چطور، هیچ قومی در جنگ با مردم شام از ایشان که من می‌بینم، بصیرتر نیستند، ایشان فرزندان سواران و مرزبانان ایران هستند.»

### تحقیر ایرانیان
در خلافت معاویه، کارگزاران عرب به تخطی و تعدی به پیروان سایر ادیان پرداختند، چنان‌که جاحظ در باب کشتن هیربدان فارس و خاموش کردن آتش آتشکده مهم کاریان و آتش‌های دیگر در زمان ولایت زیاد بن ابیه به دست عبیدالله بن ابی بکره گوید. همچنین خراب کردن نوبهار بلخ در زمان خلافت همین خلیفه در نتیجه عهدشکنی مردم این شهر بدست قیس بن الهثیم السلمی والی خراسان (۴۲ هجری) موید نظر مزبور است. همچنین کشتن به طریقان اران در سال ۴۲ هجری و نیز آنچه مؤلف تاریخ سیستان در زمان ولایت ربیع الحارثی به سیستان در سال ۴۶ گوید: «ربیع بیامد به سیستان و سیرت‌های نیکو نهاد و مردمان را اجیر کردند تا علم و قرآن و تفسیر آموختند و عدل فرو نهاد و بسیار گبرکان مسلمان گشتند از نیکوئی سیرت او …». مؤلف می‌گوید که از نیک سیرتی والی جمعی از ایرانیان مسلمان شدند.
در دوران بنی‌امیه، حجاج یوسف ثقفی، عراق را، و قتیبه بن مسلم، خراسان را ویران کرد. یزید بن مهلب، که پس از قتیبة بن مسلم به حکومت خراسان رسیده بود و گرگان را فتح کرده بود، هنگام برگشت از مازندران، با طغیان مرزبانان گرگان روبرو گشت. او بسیاری از مردم آن‌ها را کشت، از آنرو که سوگند خورده بود بتواند از خون آنها، آسیابی بسازد.
کلمهٔ مولی، در عربی معانی متعدد و گاه متضاد همچون «ارباب، آقابرده، بنده، آزادکننده، هم‌پیمان، پناهنده» دارد، اما پس از فتوحات اعراب، این اصطلاح بیشتر به نو مسلمانان غیرعرب گفته می‌شد که از راه مسلمان شدن، از قید بردگی آزاد می‌گشتند و درعین‌حال با نام «مولی»، تحت حمایت صاحبان اولیهٔ خود باقی می‌ماندند. با توجه به قوانین اسلام که مسلمان برده نمی‌شود، بندگان آزادشده وضعیتی بین بندگی و آزادگی پیدا می‌کردند و شرایط و مقررات ویژه‌ای برای آن‌ها فراهم می‌شد.
به نوشتهٔ جرجی زیدان، موالی، درحقیقت شهروندان درجه‌دوم جامعهٔ اسلامی آن روز بودند. اگرچه تحقیر آن‌ها و مردم غیرعرب از دوران پیش از بنی امیه آغاز شد، در زمان حکومت آنان شدت یافت؛ زیرا اعراب خود را بالاتر از دیگران می‌پنداشتند و می‌گفتند: «ما نه تنها شما را از بردگی و اسارت آزاد ساختیم، بلکه از پلیدی و کفر و شرک نجات داده، و همین کافی است که از شما برتر باشیم».
اعراب دوران بنی امیه، در حفظ نژاد خود می‌کوشیدند و به غیر عرب و موالی، زن نمی‌دادند. حتی شدت تعصب امویان به حدی بود که به نوشته مسعودی، امویان خلافت را بر پسر کنیز (غیر عرب) حرام می‌دانستند؛ زیرا مایل نبودند کنیز زادگان، عهده‌دار خلافت شود. خواری و خفت موالی در عصر امویان تا آنجا بود که به گزارش مطهر بن مقدسی، حاکمی چون حجاج نیز، نتوانست سعید بن جبیر را که از برجستگان تابعین بود، به مسند قضاوت بنشاند، چرا که مردم کوفه بانگ برآوردند که جز عرب کسی برای قضا شایسته نیست. گرفتن جزیه از نو مسلمانان، فرستادن موالی به میدان‌های جنگ بدون پرداخت حقوق و مسائلی همانند این، از جمله رفتارهای تحقیرآمیز امویان با موالی بود.
در پاسخ به دیدگاه نژادپرستانهٔ بنی‌امیه، جریان ادبی-اجتماعی به نام شعوبیه در میان تحصیل‌کردگان و ادیبان ایرانی پدیدار شد. این گروه که نام خود را از آیهٔ قرآن اخذ کرده بودند، ملاک برتری را تقوا و نه نژاد می‌دانستند و خواهان برقراری تساوی وعده داده شده در اسلام بودند و از همین‌رو به «اهل تسویه» نیز معروف گشتند. اما با گذشت زمان، اینها نیز ضمن تفکیک عرب و اسلام، متقابلاً در اشعار خود به تحقیر عرب و تفاخر به نژاد و گذشته باستانی روی آورده، به «اهل تفضیل» مبدل گشتند و نهضتی فرهنگی علیه سلطه و سیادت عرب برپا کردند.

### طوایف مردم ایران در زمان خلافت امویان
بار تسلط عرب کم‌کم بر ایرانیان سنگینتر می‌شد و منظور دینی عرب با اغراض شخصی و حکومت قوم غالب بر مغلوب و تحقیر مردم غیر عرب و استفاده از نتیجه زحمت تابعان تبدیل می‌گشت. در این وقت سه دسته مردم موجود بود:
1. دسته‌ای که به دلخواه و ایمان کامل تعالیم اسلامی را پذیرفته و به دین اسلام گرویده بودند که غالباً از طرفداران خاندان علی ابن ابی طالب بودند.[۴۰]
2. دسته دیگر که به سبب فرار از جزیه و خراج و تحصیل اعتبار و آسایش، خود را مسلمان نشان می‌دادند و در واقع نه به دین پیشین بودند و نه به دین تازه.[۴۱]
3. بخشی دیگر نیز به دین نیاکان خود مانده بودند

- دسته اول از عدم اجرای شرایع و تعالیم دین دلتنگ و ناخشنود بودند.[۴۲]
- دسته دوم، بدان گونه که می‌خواستند با ایشان معامله نمی‌شد، عرب با ایشان با سروری و بزرگی رفتاری می‌کردند و از امتیازات اجتماعی آن طور که خود بهره‌مند می‌شدند، به ایشان نصیب نمی‌دادند و این امر سبب نارضائی ایشان بودند.[۴۳]
- دسته سوم، پیوسته منتظر فرصت برای خلاصی و رهایی از حکم غالبان بودند.[۴۴]

#### خوارج
ایران از همین وقت پناهگاه مخالفان حکومت رسمی شده بود و مردم اراضی ایران که مشرف به عراق بود، از جنگ و کشمکش این یاغیان با عمال حکومت رنج و آزار بسیار می‌کشیدند. در دو شهر بصره و کوفه که به امر خلیفه دوم ساخته بودند، عرب‌های قبایل بادیه‌نشین که برای جنگ با لشکر ایران فرستاده شده بودند درین دو شهر قرار گرفته بودند. چون این عرب‌ها به رجحان و امتیاز قریش عقیده نداشتند، جمعی از ایشان پس از ظهور فرقه خوارج، عقاید مزبور را پذیرفتند و عده ایشان پیوسته زیاد می‌شد و اسباب زحمت حکومت او را فراهم می‌کردند؛ ولی تا وقتی معاویه زنده بود، قوت و تدبیر او تا حدی جلوی تعدی و تقویت این فرقه را می‌گرفت. پس از مرگ او فرقه مزبور از فرصت مناسب استفاده کرده به شورش پرداختند. جمعی از مردم خوزستان و فارس و کرمان نیز برای اینکه خوارج پیرو اصل مساوات و برابری مسلمانان بودند و هم به علت آسودگی از پرداختن خراج، به ایشان ملحق شدند، به همین دلیل خارجیان در ولایات دوردست ایران تا آخر قرن سوم فراوان بوده‌اند.
در سال ۶۵ هجری قدرت خوارج زیادتر شد و از خوزستان به نزدیک بصره آمدند، مُهلب بن ابی صفره مأمور به جنگ با ایشان شد و ایشان را از خوزستان دور کرد. خوارج به کرمان و اصفهان پراکنده شدند ولی در سال ۶۸ دوباره به عراق بازگشتند و داخل مدائن شدند و از اینجا به ایران آمدند و ری را گرفتند و خرابی و کشتار کردند. چون قطری بن الفُجاءة که مدتی در سیستان بود و با مردم سیستان او را دوستی و صحبت بود، رئیس شد (۷۱ ه‍.ق) به سیستان کسان فرستاد مردمان چه خاص و چه عام با خوارج دست یکی کردند و بر سیستان مسلط شدند. خوارج پیوسته در حال حمله و گریز بودند تا آنکه در سال ۷۷ میان ایشان اختلاف افتاد و دو دسته شدند و به جان یکدیگر افتادند. دسته کوچک تحت ریاست قطری بن الفجاءة به طبرستان رفتند. دسته بزرگتر را که رئیس ایشان عبد رب‌الکبیر بود، مهلب را دنبال کرد، رئیس ایشان را با جمعی کثیر از همراهانش کشت و دسته‌ای را اسیر نمود. قطری را نیز سپاهیان شامی که حجاج به دفع او فرستاده بود، در طبرستان کشتند.

#### گرویدن به شیعه
در سال ۶۶ هجری قمری، در شورش مختار که داعی شیعه‌گری بود، ایرانیان حضور داشتند. مختار، پس از مرگ یزید، شیعیان عراق و موالی‌های ایرانی را، با شعار «خونخواهی حسین» به دور خود گردآورد. بنابر گزارش اخبارالطوال، حامیان ایرانی مختار، در ابتدا ۲۰ هزار نفر بودند و حتی تا ۴۰ هزار نفر هم پیش رفتند. به گونه‌ای که، صدای فارسی، در سپاه او شنیده می‌شد. از جمله ایرادهایی که اشراف‌زادگان کوفی به مختار می‌گرفتند، سوار کردن ایرانیان بر گردن‌هایشان و سهیم کردن آنان از غنائم جنگی بود. اشراف خرده می‌گرفتند که او با شجاعت عرب، ولی با کینه عجم با ما می‌جنگد.
مختار اولین کسی بود که به اهمیت روزافزون سیاسی موالی و پتاسیل پذیرندگی آن‌ها به مذهب شیعه، پی برد. با کوشش در رفع نارضایتی‌ها و رنجش‌های موالی و از طریق جاذبه اندیشه مهدی موعود، به آسانی توفیق یافت که آن‌ها را برای شرکت در قیام خود، مجهز سازد. اما، مهم‌تر از این، مختار اینک غیرعرب‌های ناراضی را به درون نهضت شیعه کشانیده بود و در نتیجه، تشیع حمایت اجتماعی گسترده‌تری یافت. بر اثر این تحول، که نشانگر نقطه عطف بسیار حساسی در تاریخ مذهب شیعه است، موالی که به‌طور سطحی مسلمان شده بودند، افکار و اندیشه‌های کهن خود (بابلی، یهودی-مسیحی، ایرانی-زرتشتی، حتی عقاید و افکار بازتابنده از دین‌های ایرانی چون مانوی‌گری و مزدکی‌گری) را کنار گذاشته و به تشیع روی آوردند.

## قیام بنی عباس و پایان بنی‌امیه
بنی امیه پس از مرگ هشام بن عبدالملک ضعف کردند و نظم سپاهی خوبی نداشتند سپس در آفریقا بربرها قیام کردند و بخش بزرگی از قلمروی بنی امیه در آفریقا شکست خورد و ابومسلم خراسانی در شرق و بربرها در غرب بنی امیه را تحت فشار گذاشتند و شورش‌های زیادی شروع شد و ابو مسلم سفاح را خلیفه کرد و مروان دوم به مصر گریخت اما کشته شد و خلافت عباسی به خلافت رسید آنان از نوادگان ابن‌عباس بودند

## ارتش
سپاه شامی امویان در اطاعت از خلفایشان ضرب‌المثل بود تا آنجا که یکی از فرماندهان آن، حجاج بن یوسف، در بیان ارادت خود نسبت‌به خلیفه عبدالملک گفته‌بود: «اگر بدانم عبدالملک جز با تخریب کعبه از من راضی نمی‌شود، سنگ‌سنگ آن را ویران می‌کنم». همو در جایی خلیفه اموی را از پیامبر اسلام برتر قرار داده‌بود. امویان سپاه شامی خود را با نام «جنودالله» خطاب کرده و شورشیان عراق را با آن می‌ترساندند و البته تجربه نشان داده‌بود که به هر روی جای ترس نیز دارد زیرا عراق بارها طعم شکست را از آن‌ها چشیده‌بود. گفته شده به‌هنگام شورش زید بن علی در کوفه در سال ۱۲۲ هجری (۷۴۰ میلادی)، سپاهی دوازده هزار نفری از شام به‌سوی آنان فرستاده شد که صفوف آنان چنان متراکم بود که نمی‌توانستند گردن خود را تکان دهند. علی بن ابی‌طالب در زمان خلافت خود در انتقاد از تشتت موجود میان مردم کوفه (مرکز خلافت علی) در باب اتحاد امویان گفته‌بود: «این قوم بر شما چیره شده‌اند … زیرا می‌بینم که کارشان بالا گرفته و آتش شما رو به خاموشی نهاده، آنان را می‌بینم که در کار خود سخت‌کوشند و شما سست و ناتوان، آنان را می‌بینم که متحدند و شما پراکنده…».

## فهرست نام خلفای اموی

شجره نامه خاندان بنی امیه. آبی: خلیفه عثمان، سومین خلیفه راشدین. سبز: خلفای اموی در دمشق. زرد: امیران اموی قرطبه. نارنجی: خلفای اموی قرطبه. عبدالرحمان سوم تا سال ۹۲۹ میلادی، که خود را خلیفه اعلام کرد، عنوان امیر را داشت.

| نام خلیفه                                           | مدت خلافت                     |
| --------------------------------------------------- | ----------------------------- |
| خلفای دمشق                                          |                               |
| معاویه بن ابی سفیان                                 | ۲۸ ژوئیه ۶۶۱ – ۲۷ آوریل ۶۸۰   |
| یزید بن معاویه                                      | ۲۷ آوریل ۶۸۰ – ۱۱ نوامبر ۶۸۳  |
| معاویه بن یزید                                      | ۱۱ نوامبر ۶۸۳ – ژوئن ۶۸۴      |
| مروان بن حکم                                        | ژوئن ۶۸۴ – ۱۲ آوریل ۶۸۵       |
| عبدالملک بن مروان                                   | ۱۲ آوریل ۶۸۵ – ۸ اکتبر ۷۰۵    |
| ولید بن عبدالملک                                    | ۸ اکتبر ۷۰۵ – ۲۳ فوریه ۷۱۵    |
| سلیمان بن عبدالملک                                  | ۲۳ فوریه ۷۱۵ – ۲۲ سپتامبر ۷۱۷ |
| عمر بن عبدالعزیز                                    | ۲۲ سپتامبر ۷۱۷ – ۴ فوریه ۷۲۰  |
| یزید بن عبدالملک                                    | ۴ فوریه ۷۲۰ – ۲۶ ژانویه ۷۲۴   |
| هشام بن عبدالملک                                    | ۲۶ ژانویه ۷۲۴ – ۶ فوریه ۷۴۳   |
| ولید بن یزید                                        | ۶ فوریه ۷۴۳ – ۱۷ آوریل ۷۴۴    |
| یزید بن ولید                                        | ۱۷ آوریل ۷۴۴ – ۴ اکتبر ۷۴۴    |
| ابراهیم بن ولید                                     | ۴ اکتبر ۷۴۴ – ۴ دسامبر ۷۴۴    |
| مروان بن محمد (به مرکزیت حران در جزیره حکومت می‌کرد) | ۴ دسامبر ۷۴۴ – ۲۵ ژانویه ۷۵۰  |

## کتابشناسی
- دفتری، فرهاد (۱۳۷۵). تاریخ و عقاید اسماعیلیه. ترجمهٔ فریدون بدره‌ای. تهران: فرزان روز.
- مفتخری، حسین (۱۳۹۲). «تاریخ سیاسی، اجتماعی ایران (از ظهور اسلام تا ظهور طاهریان)». تاریخ ایران، از ورود مسلمانان تا پایان طاهریان. تهران: سمت. شابک ۹۷۸-۹۶۴۴۵۹-۶۱۵-۵.
- چوکسی، جمشید گرشاسب (۱۳۹۱). ستیز و سازش. ترجمهٔ نادر میرسعیدی. تهران: ققنوس. شابک ۹۶۴-۳۱۱-۳۱۲-۴.
- صدیقی، غلام‌حسین (۱۳۷۲). جنبش‌های دینی ایرانی در قرنهای دوم و سوم هجری. ترجمهٔ یحیی مهدوی. تهران: پاژنگ.
- بلانکنشپ, خالد یحیی (1994). The End of the Jihâd State: The Reign of Hishām ibn ʻAbd al-Malik and the Collapse of the Umayyads. Albany, New York: State University of New York Press. ISBN 978-0-7914-1827-7.
- Beckwith, Christopher I. (1993). The Tibetan Empire in Central Asia: A History of the Struggle for Great Power Among Tibetans, Turks, Arabs, and Chinese During the Early Middle Ages. Princeton University Press. ISBN 978-0-691-02469-1.
- Bosworth, C.E. (1960–2005). "Muʿāwiya II". The Encyclopaedia of Islam, New Edition (12 vols.). Leiden: E. J. Brill. pp. ۲۶۸–۲۶۹.
- Christides, Vassilios (1960–2005). "ʿUkba b. Nāfiʿ". The Encyclopaedia of Islam, New Edition (12 vols.). Leiden: E. J. Brill. pp. ۷۸۹–۷۹۰.
- Crone, Patricia (1994). "Were the Qays and Yemen of the Umayyad Period Political Parties?". Der Islam. Walter de Gruyter and Co. 71 (1): 1–57. doi:10.1515/islm.1994.71.1.1. ISSN 0021-1818. S2CID 154370527.
- Dietrich, Albert (1960–2005). "Al-Ḥadjdjādj b. Yūsuf". The Encyclopaedia of Islam, New Edition (12 vols.). Leiden: E. J. Brill. pp. ۳۹–۴۳.
- Donner, Fred M. (1981). The Early Islamic Conquests. Princeton: Princeton University Press. ISBN 978-1-4008-4787-7.
- Duri, Abd al-Aziz (1960–2005). "Dīwān". The Encyclopaedia of Islam, New Edition (12 vols.). Leiden: E. J. Brill. pp. ۳۲۳–۳۲۷.
- Duri, Abd al-Aziz (2011). Early Islamic Institutions: Administration and Taxation from the Caliphate to the Umayyads and ʿAbbāsids. Translated by Razia Ali. London and Beirut: I. B. Tauris and Centre for Arab Unity Studies. ISBN 978-1-84885-060-6.
- Dixon, 'Abd al-Ameer (August 1969). The Umayyad Caliphate, 65–86/684–705: (A Political Study) (Thesis). London: University of London, SOAS.
- Eisener, R. (1960–2005). "Sulaymān b. ʿAbd al-Malik". The Encyclopaedia of Islam, New Edition (12 vols.). Leiden: E. J. Brill. pp. ۸۲۱–۸۲۲.
- Elad, Amikam (1999). Medieval Jerusalem and Islamic Worship: Holy Places, Ceremonies, Pilgrimage (2nd ed.). Leiden: Brill. ISBN 90-04-10010-5.
- Elisséeff, Nikita (1960–2005). "Dimashk". The Encyclopaedia of Islam, New Edition (12 vols.). Leiden: E. J. Brill. pp. ۲۷۷–۲۹۱.
- الگو:The Arab Conquests in Central Asia
- Gibb, H. A. R. (1960–2005). "ʿAbd Allāh ibn al-Zubayr". The Encyclopaedia of Islam, New Edition (12 vols.). Leiden: E. J. Brill. pp. ۵۴–۵۵.
- Gibb, H. A. R. (1960–2005). "ʿAbd al-Malik b. Marwān". The Encyclopaedia of Islam, New Edition (12 vols.). Leiden: E. J. Brill. pp. ۷۶–۷۷.
- Grabar, O. (1960–2005). "Kubbat al-Ṣakhra". The Encyclopaedia of Islam, New Edition (12 vols.). Leiden: E. J. Brill. pp. ۲۹۸–۲۹۹.
- Griffith, Sidney H. (2016). "The Manṣūr Family and Saint John of Damascus: Christians and Muslims in Umayyad Times".  In Antoine Borrut; Fred M. Donner (eds.). Christians and Others in the Umayyad State. Chicago: The Oriental Institute of the University of Chicago. pp. 29–51. ISBN 978-1-61491-031-2.
- Hinds, M. (1960–2005). "Muʿāwiya I b. Abī Sufyān". The Encyclopaedia of Islam, New Edition (12 vols.). Leiden: E. J. Brill. pp. ۲۶۳–۲۶۸.
- الگو:The First Dynasty of Islam
- Hawting, G. R. (1960–2005). "Umayyads". The Encyclopaedia of Islam, New Edition (12 vols.). Leiden: E. J. Brill. pp. ۸۴۰–۸۴۷.
- Yarshater, Ehsan, ed. (1985–2007). [[تاریخ طبری]] (40 vols). SUNY Series in Near Eastern Studies. Albany, New York: State University of New York Press. ISBN 978-0-7914-7249-1. {{cite book}}: URL–wikilink conflict (help)
- Hillenbrand, Robert (1994). Islamic Architecture: Form, Function and Meaning. New York: Columbia University Press. ISBN 0-231-10132-5.
- Holland, Tom (2013). In the Shadow of the Sword The Battle for Global Empire and the End of the Ancient World. Abacus. ISBN 978-0-349-12235-9.
- Johns, Jeremy (January 2003). "Archaeology and the History of Early Islam: The First Seventy Years". Journal of the Economic and Social History of the Orient. 46 (4): 411–436. doi:10.1163/156852003772914848. S2CID 163096950.
- Kaegi, Walter E. (1992). Byzantium and the Early Islamic Conquests. Cambridge: Cambridge University Press. ISBN 0-521-41172-6.
- Kaegi, Walter E. (2010). Muslim Expansion and Byzantine Collapse in North Africa. Cambridge: Cambridge University Press. ISBN 978-0-521-19677-2.
- الگو:Kennedy-The Armies of the Caliphs
- Kennedy, Hugh N. (1960–2005). "Al-Walīd (I)". The Encyclopaedia of Islam, New Edition (12 vols.). Leiden: E. J. Brill. pp. ۱۲۷–۱۲۸.
- Kennedy, Hugh N. (2004). The Prophet and the Age of the Caliphates: The Islamic Near East from the 6th to the 11th Century (Second ed.). Harlow: Longman. ISBN 978-0-582-40525-7.
- Kennedy, Hugh (2007). The Great Arab Conquests: How the Spread of Islam Changed the World We Live In. Philadelphia, Pennsylvania: Da Capo Press. ISBN 978-0-306-81740-3.
  - Kennedy, Hugh (2007a). "1. The Foundations of Conquest". The Great Arab Conquests: How the Spread of Islam Changed the World We Live In. Hachette, UK. ISBN 978-0-306-81728-1.
- Kennedy, Hugh (2016). The Prophet and the Age of the Caliphates: The Islamic Near East from the 6th to the 11th Century (Third ed.). Oxford and New York: Routledge. ISBN 978-1-138-78761-2.
- Levi Della Vida, Giorgio & Bosworth, C. E. (1960–2005). "Umayya b. Abd Shams". The Encyclopaedia of Islam, New Edition (12 vols.). Leiden: E. J. Brill. pp. ۸۳۷–۸۳۹.
- Lévi-Provençal, E. (1960–2005). "Mūsā b. Nuṣayr". The Encyclopaedia of Islam, New Edition (12 vols.). Leiden: E. J. Brill. pp. ۶۴۳–۶۴۴.
- Lilie, Ralph-Johannes (1976). Die byzantinische Reaktion auf die Ausbreitung der Araber. Studien zur Strukturwandlung des byzantinischen Staates im 7. und 8. Jhd (به آلمانی). Munich: Institut für Byzantinistik und Neugriechische Philologie der Universität München. OCLC 797598069.
- Madelung, W. (1968–1991). "The Minor Dynasties of Northern Iran". The Cambridge History of Iran. Cambridge: Cambridge University Press. pp. ۱۹۸–۲۴۹.
- Madelung, Wilferd (1997). The Succession to Muhammad: A Study of the Early Caliphate. Cambridge: Cambridge University Press. ISBN 0-521-56181-7.
- Yarshater, Ehsan, ed. (1985–2007). تاریخ طبری (40 vols). SUNY Series in Near Eastern Studies. Albany, New York: State University of New York Press. ISBN 978-0-7914-7249-1.
- Talbi, M. (1960–2005). "Ḥassān b. al-Nuʿmān al-Ghassānī". The Encyclopaedia of Islam, New Edition (12 vols.). Leiden: E. J. Brill. p. ۲۷۱.
- Ochsenwald, William (2004). The Middle East, A History. McGraw Hill. ISBN 978-0-07-244233-5.
- Yarshater, Ehsan, ed. (1985–2007). [[تاریخ طبری]] (40 vols). SUNY Series in Near Eastern Studies. Albany, New York: State University of New York Press. ISBN 978-0-7914-7249-1. {{cite book}}: URL–wikilink conflict (help)
- Previté-Orton, C. W. (1971). The Shorter Cambridge Medieval History. Cambridge: Cambridge University Press.
- Rahman, H.U. (1999). A Chronology Of Islamic History 570–1000 CE.
- Sanchez, Fernando Lopez (2015). "The Mining, Minting, and Acquisition of Gold in the Roman and Post-Roman World".  In Paul Erdkamp; Koenraad Verboven; Arjan Zuiderhoek (eds.). Ownership and Exploitation of Land and Natural Resources in the Roman World. Oxford University Press. ISBN 978-0-19-179583-1.
- Sprengling, Martin (April 1939). "From Persian to Arabic". The American Journal of Semitic Languages and Literatures. The University of Chicago Press. 56 (2): 175–224. doi:10.1086/370538. JSTOR 528934. S2CID 170486943.
- الگو:The Arab Emirates in Bagratid Armenia
- Treadgold, Warren (1997). A History of the Byzantine State and Society. Stanford, California: انتشارات دانشگاه استنفورد. ISBN 0-8047-2630-2.
- الگو:The Arab Kingdom and its Fall